# 三聚磷酸
三聚磷酸，又称三磷酸，是一种磷酸缩合而成的多酸，化学式为H5P3O10。
三聚磷酸再与一分子磷酸缩合则形成四聚磷酸（H6P4O13）。
一些化合物是三聚磷酸的酯，例如ATP（三磷酸腺苷）。